# Chaetopisthes latipes
Chaetopisthes latipes är en skalbaggsart som beskrevs av Tangelder och Jan Krikken 1982. Chaetopisthes latipes ingår i släktet Chaetopisthes och familjen Aphodiidae. Inga underarter finns listade i Catalogue of Life.